# زندگی عجیب تیموتی گرین
زندگی عجیب تیموتی گیرین (به انگلیسی: The Odd Life of Timothy Green) فیلمی سینمایی در گونهٔ خیال پردازی محصول سال ۲۰۱۲ میلادی ایالات متحده آمریکا است. این فیلم توسط پیتر هجز کارگردانی شده‌است و بازیگرانی مانند جنیفر گارنر، جوئل اجرتون و سی جی آدامز در آن به ایفای نقش پرداخته‌اند.

## خلاصهٔ داستان
سیندی و جیم گیرین زوجی جوان هستند که نمی‌توانند بچه دار شوند. آنها صندوقچه‌ای حاوی آرزوهایشان برای فرزند را در حیاط پشتی خانه دفن می‌کنند. به زودی آنان به شکلی عجیب صاحب یک پسربچه می‌شوند و نام او را «تیموتی» می‌گذارند. اما تیموتی فراتر از یک انسان معمولی است.

## بازیگران
- سی جی آدامز در نقش تیموتی گیرین
- جنیفر گارنر در نقش سینتیا «سیندی» گیرین
- جوئل اجرتون در نقش جیم گیرین
- اودیا راش در نقش جونی جروم
- رزمری دویت در نقش برندا، خواهر سیندی
- لوئیس اسمیت در نقش خاله مل، خالهٔ سیندی
- ام امت والش در نقش شوهر خاله باب، شوهر خالهٔ سیندی
- دیوید مورس در نقش جِیمز گیرین پدر، پدر جیم گیرین
- ران لیوینگستون آقای کروداِستَف، رئیس جیم
- دایان ویست در نقش خانم کروداستف
- جیمز ربهورن در نقش جوزف کروداستف
- کامن در نقش مربی فوتبال تیموتی
- شهره آغداشلو در نقش ایوِت اونات، مسئول بهزیستی
- ردا گریفیس در نقش دکتر هانت ، دکتر معالج سیندی و جیم

## چند نکته در مورد فیلم
- فیلم‌برداری این فیلم و فیلم هالووین ۲ در یک خانه انجام گرفته‌است.[۱]
- نقش سیندی گیرین ابتدا به ساندرا بولاک پیشنهاد شده بود که او این نقش را نپذیرفت.[۱]
- ران لیوینگستون و رزمری دویت که زن و شوهر هستند، در این فیلم در کنار هم به ایفای نقش پرداخته‌اند.[۱]
- این آخرین فیلم سینمایی بود که جیمز ریبهورن در آن به ایفای نقش پرداخت.[۱]

## تولید
در ژوئن سال ۲۰۰۹ میلادی، استودیوی والت دیزنی با پیتر هجز برای نوشتن فیلم نامهٔ فیلم و کارگردانی آن به توافق رسید. فیلم نامه بر اساس کتاب زندگی عجیب تیموتی گیرین نوشتهٔ احمت زاپا نوشته شده‌است.
فیلم‌برداری از ۲۰ ژانویه سال ۲۰۱۱ میلادی آغاز شد. بیشتر صحنه‌های فیلم در نقاط مختلف ایالت جورجیای ایالات متحده آمریکا فیلم‌برداری شده‌است. فیلم‌برداری سایر صحنه‌ها نیز در دو ایالت کالیفرنیا و کارولینای شمالی انجام گرفت.

## انتشار
اکران فیلم سینمایی زندگی عجیب تیموتی گیرین در نوزدهم اوت سال ۲۰۱۲ میلادی آغاز شد. در چهارم دسامبر همان سال، این فیلم توسط
شرکت سرگرمی‌های خانگی کمپانی والت دیزنی، در قالب دی وی دی و بلو ری انتشار یافت.

### فروش
این فیلم که با بودجهٔ ۴۰ میلیون دلار ساخته شده‌است، به فروش ۵۳ میلیون دلاری دست یافت.

### بازخوردها
فیلم بازخوردهای متوسط رو به منفی دریافت کرد. در وب گاه راتن تومِیتوز ۳۴ درصد از منتقدین دربارهٔ این فیلم نقد مثبت نوشته‌اند و امتیاز فیلم به‌طور متوسط ۵/۲ از ۱۰ است. در وب گاه متاکریتیک نیز فیلم موفق به کسب امتیاز ۴۷ از ۱۰۰ شد. در مقابل راجر ایبرت به این فیلم امتیاز ۳/۵ از ۴ داد و درباره‌اش نوشت: زندگی عجیب تیموتی گیرین یک فیلم صمیمی و دوست داشتنی است … جنیفر گارنر و جوئل اجرتون خیلی بیش تر از یک زوج کامل به نظر می‌رسند و سی جی آدامز قابلیت بسیاری از کودکان بازیگر را دارد که می‌توانند (در طول فیلم) یک تغییر بزرگ را به نمایش بگذارند.